# 拉馬穆蒂·尚卡爾
拉馬穆蒂·尚卡爾（Ramamurti Shankar，1947年4月28日—），耶鲁大学物理系的约翰·伦道夫·霍夫曼講座教授。

## 學歷
尚卡爾大學畢業於印度马德拉斯的印度理工學院 電子工程系，獲得技術學士學位（B. Tech）。博士畢業於加利福尼亚大学伯克利分校 （1974年），研究方向為理論粒子物理。 

## 职涯
尚卡爾的研究領域為理論凝聚態物理學，他早期在理論粒子物理方面的研究成果亦為人稱道。2009年，尚卡爾獲得由 美国物理学会 頒發的朱利叶斯*埃德加利林菲尔德奖 ，表彰他"在量子凝聚態系統方面中場理論的創新技術"。 尚卡爾在哈佛学会擔任三年的研究员後，進入了耶鲁大学的物理系任教，於2001-2007年間擔任系主任. 尚卡爾是美國文理科學院院士。繼S.钱德拉塞卡 之後，尚卡爾是哈佛学会史上第二位印度裔研究员。他的Youtube上的物理教學影片已经超过20万人收看。2004年起，尚卡爾擔任约翰·伦道夫·霍夫曼物理講座教授。2019年起擔任喬賽亞·威拉德·吉布斯物理講座教授。

## 部分著作
- Principles of Quantum Mechanics, Plenum, 1994.
- Basic Training in Mathematics, Plenum, 1995.[4]
- Fundamentals of Physics, Yale Press, 2014.[5]
- Fundamentals of Physics II, Yale Press, 2016.[6]
- Quantum Field Theory and Condensed Matter: An Introduction, Cambridge University Press, 2017.[7]

## 外部連結
- Ramamurti Shankar在耶魯大學的個人网页 （页面存档备份，存于）
- YouTube上的基礎物理教學影片。 （页面存档备份，存于）